# Người ngoài hành tinh Xám

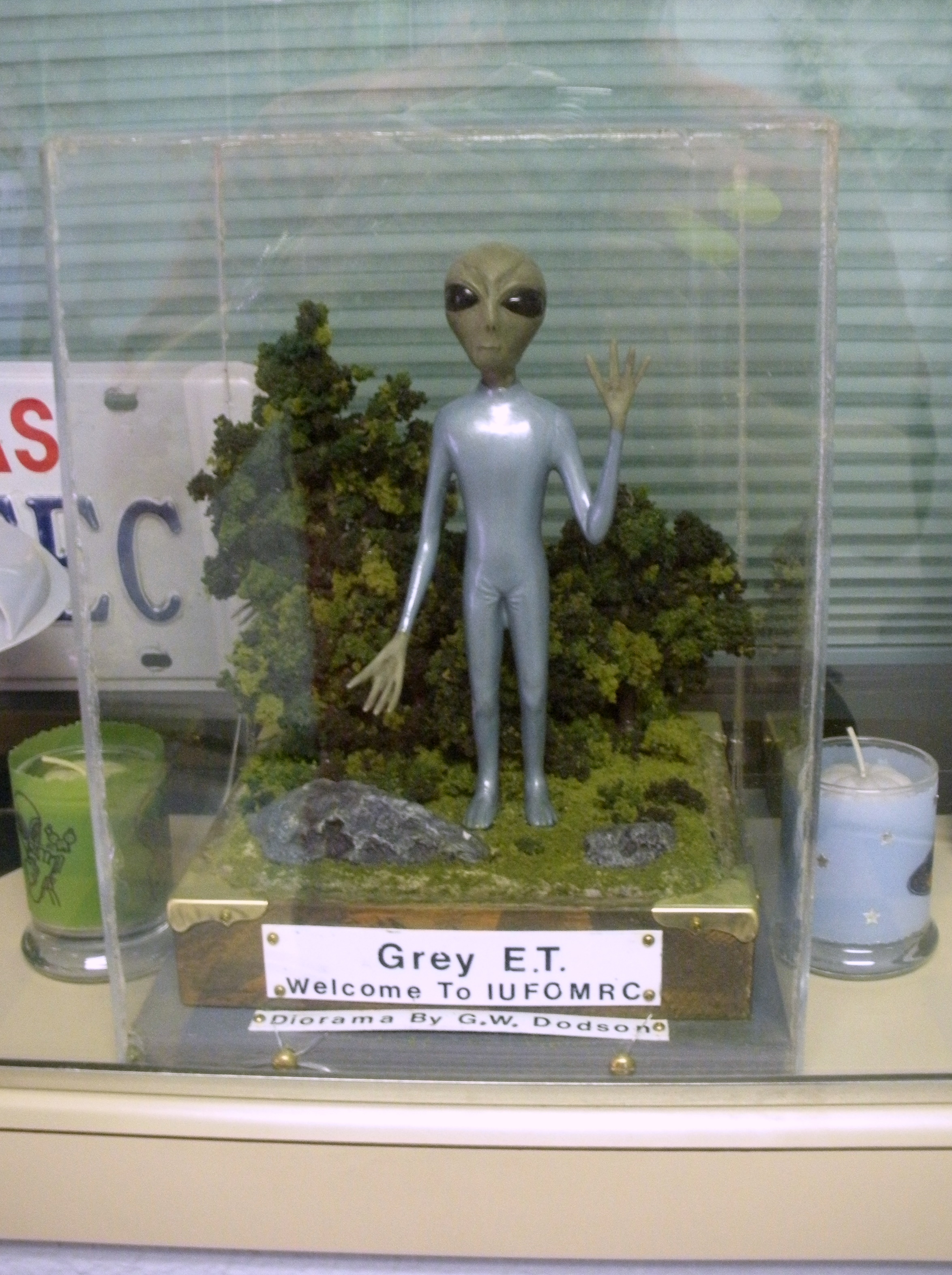
Mô hình diorama trong Bảo tàng và Trung tâm Nghiên cứu UFO Quốc tế mô tả "Chủng Xám".

Người ngoài hành tinh Xám, còn được gọi là Zeta Reticulans, Greys Roswell, Greys hoặc Grays, là những sinh vật ngoài Trái Đất có mục đích. Theo nhà báo C. D. B. Bryan, 73% tổng số các cuộc gặp gỡ người ngoài hành tinh được báo cáo ở Mỹ đều mô tả người ngoài hành tinh Xám, một tỷ lệ cao hơn đáng kể so với các quốc gia khác. Những tuyên bố như vậy rất khác nhau, nhưng thường thì Greys được mô tả là giống người với cơ thể nhỏ bé cùng làn da màu xám mịn, đầu lớn hơn nhiều, không có tóc và đôi mắt to đen. Vụ bắt cóc vợ chồng nhà Hill, được cho là diễn ra ở New Hampshire vào năm 1961, đã phổ biến rộng rãi về chủng Xám. Có những nhân vật tiền thân được mô tả trong khoa học viễn tưởng và những mô tả tương tự đã xuất hiện trong nguồn tài liệu ban đầu viết về vụ Roswell năm 1947.
Người ngoài hành tinh Xám đã nổi lên như một hình ảnh nguyên mẫu của một sinh vật thông minh không phải con người và sự sống ngoài Trái Đất nói chung, cũng như một biểu tượng của nền văn hóa đại chúng trong thời đại khám phá không gian. Một số nhà lý thuyết âm mưu tin rằng Chủng Xám đại diện cho một phần của chiến dịch phủ nhận hợp lý hay thông tin sai lệch do chính phủ lãnh đạo hoặc chúng là sản phẩm của các thí nghiệm kiểm soát tâm trí của chính phủ.

## Hình dáng
Greys thường được mô tả là những sinh vật dạng người nhỏ bé có màu da xám sở hữu các bộ phận bên ngoài cơ thể con người như mũi, tai hoặc cơ quan sinh dục bị khiếm khuyết hoàn toàn. Cơ thể của chúng thường được miêu tả là thon dài, ngực nhỏ, thiếu cơ bắp và cấu trúc xương rõ ràng. Chân của chúng được miêu tả là ngắn hơn và có khớp nối khác với con người với các chi có tỷ lệ khác với con người.
Greys được mô tả là có đầu to bất thường tương ứng với cơ thể, không có lông trên cơ thể và không có tai hoặc mũi bên ngoài rất dễ nhận ra, đôi khi có lỗ hoặc lỗ nhỏ cho tai, lỗ mũi và miệng. Trong các bức vẽ, Greys hầu như luôn được thể hiện với đôi mắt đen đục rất lớn. Họ thường được mô tả là thấp hơn người lớn trung bình.

## Nguồn gốc

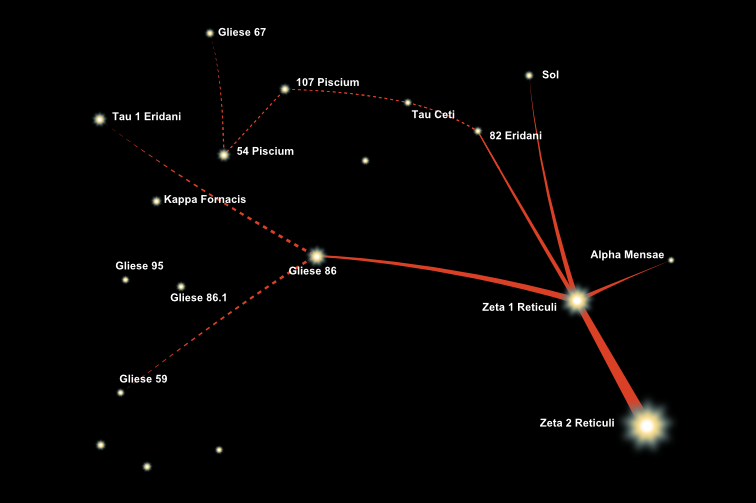
Bản đồ sao của Zeta Reticuli, theo Betty Hill và Marjorie Fish

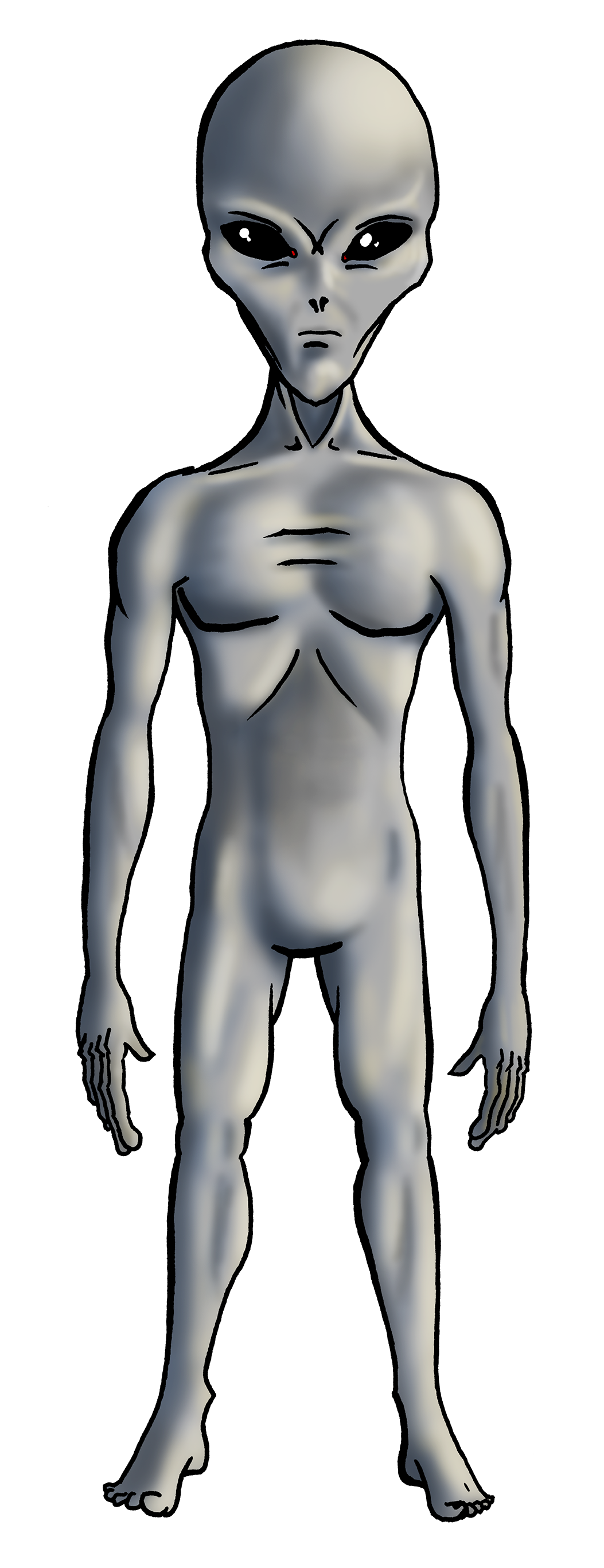
Tranh vẽ minh họa người ngoài hành tinh thuộc "Chủng Xám".